# Ulf Meyer zu Kueingdorf

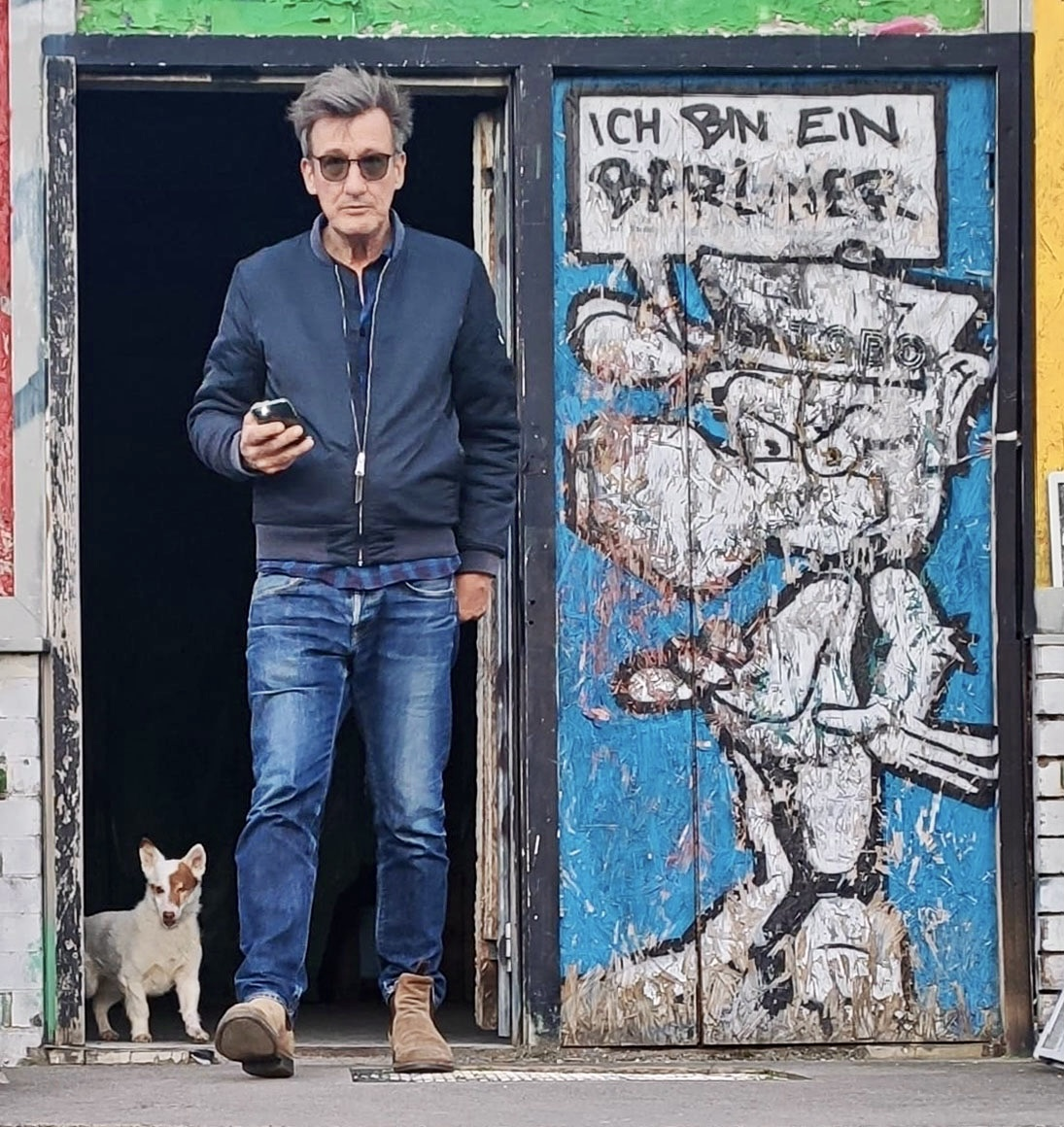
Ulf Meyer zu Kueingdorf, 2022

Ulf Meyer zu Kueingdorf (* 1956 in Bad Oeynhausen) ist ein deutscher Grafiker, Autor und Herausgeber.

## Familie
Meyer zu Kueingdorf ist ein Sohn des Künstlerpaars Lisa und Arthur Meyer zu Kueingdorf. Sein Vater Arthur war  Maler, seine Mutter Lisa Bildweberin. Sein jüngerer Bruder ist Arno Meyer zu Küingdorf.

## Leben
Ulf Meyer zu Kueingdorf wuchs in Ostwestfalen auf. In Hamburg studierte er Kommunikationsdesign. Während seines Studiums gestaltete er für Werner Grassmann (Mitgründer des Abaton Kino in Hamburg) die monatliche Programmzeitschrift.
Er arbeitete unter dem  Geschäftsführer Siegfried Loch bei WEA Records in der Werbeabteilung und machte sich 1983 selbständig mit seiner Firma MZK, hier realisierte er Cover für  Labels, zum Beispiel für Marius Müller-Westernhagen, Die Ärzte, Falco, Alphaville, Peter Maffay.
Beate Wedekind engagierte ihn als stellvertretenden Chefredakteur als Artdirector für die Zeitschriften Bunte, Ambiente und Pan (im Burda Verlag). Danach wechselte er zu Gruner + Jahr und als Artdirector (Entwicklung der Zeitschrift Gala).
Er arbeitet für deutsche Kultur-Institute, wie das Goethe-Institut, die Deutsche Kulturakademie Tarabya in Istanbul und die Heinrich-Böll-Stiftung (unter anderem für den Rohkunstbau).
Seit 2007 verantwortet er im Auftrag des Intendanten der Internationalen Filmfestspiele Berlin Dieter Kosslick bis 2019 und Mariette Rissenbeek/Carlo Chatrian ab 2020 als Creative Producer die von ZDF und 3sat live im TV übertragene Eröffnungsgala und die Preisverleihung der Berlinale.
Er hat über 40 Bücher publiziert und herausgegeben (Verlage sind unter anderem Goldmann, Prestel, Droemer Knaur, DuMont).
Er lebt und arbeitet in Berlin.

## Werke
- Ulf Meyer zu Kueingdorf, Jim Rakete, Mark Gisbourne: Kunst Station Berlin. Knesebeck Verlag, 2006, ISBN 978-3-89660-364-7, S. 206.
- Cynthia Barcomi: Cynthia Barcomi’s Backbuch. Hrsg.: Ulf Meyer zu Küingdorf. Mosaik bei Goldmann Verlag, München 2007, ISBN 978-3-442-39118-9, S. 160.
- Mark Gisbourne: Double Act: Künstlerpaare. Hrsg.: Ulf Meyer zu Kueingdorf. Prestel Verlag, 2007, ISBN 978-3-7913-3846-0, S. 197.
- Ulf Meyer zu Kueingdorf: Mal was Richtiges - Das Männer-Kochbuch. Mosaik bei Goldmann Verlag, 2009, ISBN 978-3-442-39183-7, S. 144.
- Ulf Meyer zu Kueingdorf: Mal was Leichtes - Das Frauen-Kochbuch. Mosaik bei Goldmann Verlag, 2010, ISBN 978-3-442-39198-1, S. 128.
- Jim Rakete, Ulf Meyer zu Kueingdorf: Berliner Philharmoniker. Berliner Philharmonie, 2010, ISBN 978-3-00-032408-6, S. 261.
- Cynthia Barcomi: Cookies. Hrsg.: Ulf Meyer zu Küingdorf. Mosaik bei Goldmann Verlag, München 2015, ISBN 978-3-442-39278-0, S. 160.
- Ulf Meyer zu Küingdorf, Cynthia Barcomi: Cheesecakes, Pies & Tartes. Mosaik bei Goldmann Verlag, München 2016, ISBN 978-3-442-39301-5, S. 176.